# Шварц, Натан
Натан Шварц (англ. Nathan Swartz; июль 1902 года — август 1984 года) — американский сапожник и бизнесмен еврейского происхождения, основатель компании The Timberland Company.
Натан Шварц родился в 1902 году в еврейской семье с маленьким достатком в Одессе, в четвёртом поколении семьи сапожников. Перед Первой мировой войной семья иммигрировала в Бостон (США).
Шварц начал работать в мастерской по ремонту обуви в Нью-Йорке. В 1952 году он купил 50 % акций компании Abington Shoe Company в Массачусетсе, которая позже была переименована в Timberland.
Успех пришел после того, как Шварц открыл новую технологию пошива кожи, таким способом они без швов соединяли кожу с подошвой с помощью пресса, за счет этого они были водонепроницаемыми. Тогда же Шварц запатентовал свою технологию.
В 1978 году компания официально переименована на Timberland Co. В этом же году выпущены первые туфли повседневного стиля — они сшиты вручную.
Сегодня Тимберленд — глобальная компания со штаб-квартирой в Нью-Гэмпшире (США). Головной офис европейского представительства находится в Лондоне, азиатского — в Токио.
Шварц потерял несколько пальцев в результате промышленной аварии.
У него было два сына: Герман и Сидни. Герман был CEO в 1968—1986 годах, а Сидни в 1986—1998, после чего должность занял сын Сидни — Джеффри Шварц (род. 20 марта 1960).
Сегодня оранжевые ботинки от Timberland Co. являются очень узнаваемыми, а старое наименование Abington не затерялось и носит название одной линейки обуви в Timberland.
Бюджет Timberland Co. в 2012 году составлял около 1,5 миллиардов долларов.